# 傑弗里·戈德堡
傑弗里·馬克·戈德堡（英語：Jeffrey Mark Goldberg；1965年—），是美國記者，現任《大西洋月刊》總編輯。在成為總編輯前，他於該刊社工作9年，以報導國際事務見稱。2023年8月起，他開始主持PBS節目《Washington Week》，該節目後來更名為《Washington Week with The Atlantic》，並繼續兼任《大西洋月刊》總編輯。

## 生平
戈德堡出生於紐約市布魯克林，父母為艾倫和丹尼爾‧戈德堡。他的祖父來自摩爾多瓦的猶太小鎮萊奧瓦。戈德堡在長島馬爾弗恩郊區成長，該社區主要為天主教徒，他曾形容當地是「反猶愛爾蘭人待的荒涼之地」。
戈德堡於賓夕凡尼亞大學就讀，期間擔任校報《The Daily Pennsylvanian》的總編輯。他亦曾在國際希勒爾的廚房擔任午餐服務員，為學生供餐。
身為猶太人，戈德堡在大學輟學後短暫在《華盛頓郵報》工作，之後移居以色列。在第一次巴勒斯坦大起義期間，他加入以色列國防軍，於凱齊奧特監獄擔任獄警，該監獄關押參與起義的巴勒斯坦人。在此期間，他認識了拉菲克·希賈齊，一名來自加沙地帶難民營的巴勒斯坦解放組織領袖、大學數學教師及穆斯林。戈德堡曾形容他為「我在凱齊奧特唯一遇到的、能理解猶太復國主義的巴勒斯坦人」。
多年後，回憶起自己青少年時期首次造訪以色列並取得以色列公民身份的經歷，戈德堡表示，以色列當時帶給他強烈的力量感。然而，在2013年接受《The Washingtonian》訪問時，他透露自己已決定放棄以色列國籍，並解釋：「如果以色列繼續朝著我認為的方向發展，變得更加神權化、甚至走向極權主義......自由派的美國猶太人還能如何支持它？」
戈德堡現與妻子帕梅拉·里夫斯（娘家姓雷斯）及三名子女居於華盛頓特區。

## 職業生涯

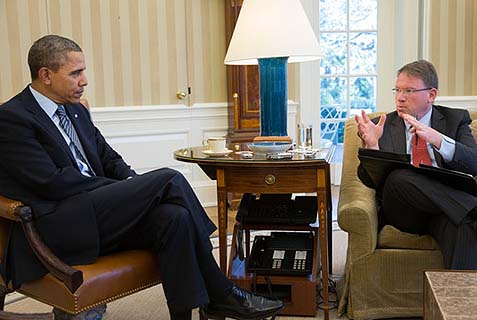
戈德堡於2014年在橢圓形辦公室採訪美國總統貝拉克·奧巴馬

戈德堡返回美國後，在《華盛頓郵報》擔任記者，負責警方新聞報導。他曾在以色列為《耶路撒冷郵報》撰寫專欄，回美後則擔任《The Forward》紐約分社社長、《紐約》雜誌特約編輯，以及《紐約時報雜誌》的特約撰稿人。
2000年，他加入《紐約客》擔任記者。
2003年，他憑藉報導〈在上帝的派對上〉獲得美國國家雜誌獎。
2007年，大衛·G·布拉德利花費近兩年時間力邀戈德堡加入《大西洋月刊》，甚至租借小馬給他的孩子玩耍，最終成功說服他加盟。
戈德堡曾採訪希拉里·克林頓、卡梅倫、約翰·克里、本雅明·內塔尼亞胡、伊薩克·赫爾佐格、馬可·魯比奧、克里斯·克里斯帝、阿什頓·卡特、本·羅茲、亞伊爾·拉皮德、邁克爾·B·奥倫、阿卜杜拉二世、塔-納希斯·科茨、大衛·格雷戈里及湯姆·科頓。
2011年，他加入《彭博觀點》擔任專欄作家，但於2014年離職。
2016年，他加入《大西洋月刊》，並出任總編輯。他的報導重點以國際事務為主，特別關注中東與非洲。
2023年8月，戈德堡接任PBS節目《Washington Week》的主持人，該節目隨後改名為《Washington Week with The Atlantic》，反映其與《大西洋月刊》的編輯合作關係。

### 美國政府Signal群組洩露事件
2025年3月，《大西洋月刊》的戈德堡發表報導，揭露美國總統當勞·特朗普內閣成員誤將他拉入Signal群組，意外洩露美軍針對也門胡塞武裝的秘密攻擊計劃。
據悉，國家安全顧問邁克·華爾茲不慎將戈德堡拉入該群組，而群組內的其他帳戶疑似屬於副總統JD·萬斯、國務卿馬可·魯比奧、財政部長斯科特·貝森特、國防部長皮特·赫格塞斯、國家情報總監圖爾西·加巴德、中央情報局局長約翰·拉特克利夫、國家反恐中心主任被提名人喬·肯特、白宮幕僚長蘇西·威爾斯、白宮政策副幕僚長史蒂芬·米勒，以及中東問題特使史蒂文·威特科夫。
國家安全會議發言人隨後證實戈德堡的報導內容。

## 觀點
美國評論員格倫·格連韋特形容戈德堡是「推動入侵伊拉克的主要媒體人物之一」，並批評他在戰爭前夕散播的錯誤資訊「其魯莽與破壞性可與朱迪思·米勒相提並論」。
戈德堡在2008年《Slate》發表的〈我怎麼誤判了伊拉克戰爭？〉一文中，戈德堡回顧自己當初支持伊拉克戰爭的原因，並坦言他「沒有意識到小布殊政府竟然如此無能。」
《Columbia Journalism Review》編輯邁克爾·馬辛形容戈德堡是「討論以色列議題時最具影響力的記者與博客」，而外交政策前總編輯大衛·羅斯科普夫則稱他是「當今最受尊敬、最具洞察力的外交政策記者之一」。
外界對戈德堡的評價不一，有人認為他是自由派，亦有人視他為錫安主義者，甚至有人稱他是「經常批評以色列的人」。
《紐約時報》報導指出，他在2016年美國總統選舉期間促成《大西洋月刊》對候選人希拉里·克林頓的背書——這是該雜誌160年來第三次正式表態。

## 《囚徒：一名穆斯林與一名猶太人的中東分歧之旅》
《囚徒：一名穆斯林與一名猶太人的中東分歧之旅》（Prisoners: A Muslim and a Jew Across the Middle East Divide，紐約：克諾夫出版社，2006年）記錄戈德堡在以色列凱齊奧特監獄擔任獄卒時的經歷，以及他與巴勒斯坦囚犯拉菲克的對話。二人在多年後於華盛頓特區重逢，並成為朋友。
《紐約時報》、《華盛頓郵報》和《洛杉磯時報》均將本書評為2006年最佳書籍之一。
《洛杉磯時報》的書評形容：「理解並認同『他者』的人性，是本書的核心。《紐約時報》記者傑弗里·戈德堡以犀利的觀察力和優雅的筆觸，寫下這本深刻的回憶錄。」
《紐約時報》則評論道：
戈德堡是《紐約客》才華洋溢、雄心勃勃的記者……他以個人故事切入，講述如何與一名曾被他監禁的巴勒斯坦行動者建立理解與對話……本書最值得讚揚之處，在於它細膩呈現了這段關係的複雜性與矛盾，並忠實記錄了背後的歷史脈絡。
《華盛頓郵報》則稱：「《囚徒》是傑弗里·戈德堡對自己作為以色列士兵和記者的經歷，一場坦率、敏銳且富有洞察力的回顧。他亦細緻描寫了與一位曾親手監禁的巴勒斯坦人長年對話的過程。本書提醒我們，以色列與巴勒斯坦之間的交流雖困難重重，卻極具意義。」
《CBS新聞》亦評論道：
許多書籍探討中東的歷史、政策和政論，但以個人視角誠實且細膩地講述這段經歷，則較為罕見。傑弗里·戈德堡在《囚徒》中，提供了一個讓讀者深入理解的機會。長期關注他對穆斯林世界報導的讀者，定會期待這本書的問世……他的寫作風格一如既往，聰慧、直率，時而幽默，令人回味。
2006年10月，《紐約》特約編輯鮑里斯·卡奇卡對戈德堡進行專訪，探討《囚徒》及新聞業與中東相關的話題。

## 外部鏈接
- 傑弗里·戈德堡在《大西洋月刊》的博客
- C-SPAN內的頁面（英文）
- 《查理·罗斯访谈录》上的傑弗里·戈德堡
- 傑弗里·戈德堡在互联网电影资料库（IMDb）上的資料（英文）
- 美國大屠殺紀念館反猶太主義之聲對傑弗瑞‧戈德堡的訪談